# Bombshell Rocks
I Bombshell Rocks sono un gruppo pop punk/hardcore punk proveniente da Västerås, in Svezia. Sono ancora in attività.

## Storia del gruppo

### I primi anni
I Bombshell Rocks nascono a Västerås, in Svezia nel 1995, la line-up è formata da Mårten Cedergran alla voce, Sami Andersson e Richard Andersson alle chitarre, Mathias Lindh al basso e Chrille alla batteria.
Il nome iniziale della band era Down And Out, ma presto lo cambiarono in Bombshell Rocks.
Nel febbraio del 1996 registrano un promo di sei canzoni, che spediscono a molte case discografiche svedesi, senza però che nessuna si interessi a loro, decidendo perciò di autoprodursi.
Però, poco tempo dopo, Chrille decide di abbandonare la band per impegnarsi maggiormente nel suo hobby, lo skateboard, venendo presto rimpiazzato da un vecchio amico del gruppo, Thomas Falk. Nel febbraio del 1997 esce così (un anno dopo la sua registrazione), autoprodotto (l'edizione viene accreditata alla label creata dal gruppo, la Nincompoop), il singolo Who's The Real Bastard?.
Nell'estate dello stesso anno, iniziano così a suonare dal vivo in vari locali o festival.
Alla fine di agosto tornano in sala per registrare un EP di tre tracce, dopo la registrazione Sami decide di lasciare il gruppo, ma viene presto rimpiazzato da Christian Määttä.
La band effettua lo stesso mese il suo primo tour (della durata di una settimana), successivamente viene contattata, nel febbraio del 1998, dalla Sidekicks Records, una casa associata della Burning Heart Records.
Going Up and Going Down, il lavoro registrato nell'agosto precedente, esce qualche mese dopo, nella primavera del 1998, per la casa discografica creata da Marten e Thomas, la Noiseline Records.

### Underground Radioe i successi
Tra maggio e giugno del 1998 incidono, in quattro giorni, l'EP, edito dalla Sidekicks, Underground Radio, contenente 6 canzoni, che ottiene molta ammirazione e porta il gruppo a registrare nuovamente, nel novembre del 1998, il suo full-length d'esordio, Street Art Gallery.
Il giorno dopo la fine delle incisioni Richard lascia la band perché non vuole andare in tour, e viene sostituito da Ola Hjelmberg.
Street Art Gallery esce sempre per la Sidekicks, mentre negli U.S.A. viene pubblicato dalla Epitaph.
Il tour di promozione dell'album segna 150 date, nelle quali suonano con 59 Times the Pain, Liberator, No Fun at All, Voice of a Generation e Dropkick Murphys.
In seguito il gruppo viene contattato e messo sotto contratto direttamente dalla Burning Heart Records, la casa che possedeva la Sidekicks.
Nell'estate del 2000 entrano nuovamente in studio per registrare, per la Burning Heart, Cityrats & Alleycats, il disco è più duro, veloce e potente dei precedenti, ma anche la tecnica è nettamente migliore. Successivamente la band supporta alcuni gruppi come blink-182 e The Offspring nei loro tour, accrescendo ancora di più la propria popolarità.

### From Here And One i giorni nostri
Nel 2002 la band torna a registrare, ne esce un altro full-length, From Here and On, che viene pubblicato nel 2003.
Il cantante, Martin, decide, però, di lasciare la band per concentrarsi di più sulla sua carriera di tatuatore, viene sostituito da Andersson e la band è così costituita da quattro membri.
Il fatto che uno dei chitarristi del gruppo abbia sostituito il cantante suscita qualche critica.
Verso la fine del 2005 la band torna a registrare e produce un album che verrà pubblicato nel 2006.
Andersson, con la sua abilità di cantante, dimostra che la band può andare avanti con la formazione attuale e tutte le critiche vengono smentite.

### Generation Tranquilized in formazione originale
Nel 2014 Marten rientra nella band e viene pubblicato "Generation Tranquilized".

## Formazione

### Formazione attuale
- Richard Andersson - voce e chitarra
- Christian Määttä - chitarra
- Mathias Lindh - basso
- Thomas Falk - batteria
- Mårten Cedergran - voce

### Ex componenti
- Sami Andersson - chitarra
- Chrille - batteria

## Discografia

### Album in studio
- 1999 - Street Art Gallery
- 2001 - Cityrats & Alleycats
- 2001 - Underground Radio
- 2003 - From Here and On
- 2006 - The Conclusion
- 2014 - Generation Tranquilized

### EP
- 1997 - Who's The Real Bastard?
- 1998 - Going Up Going Down
- 2004 - Love For The Microphone